# Diocesi di Melzi
La diocesi di Melzi (in latino Dioecesis Melzitana) è una sede soppressa e sede titolare della Chiesa cattolica.

## Storia
Melzi, identificabile con le rovine situate dove l'Oued-Melzi confluisce nel Bagrada (nell'odierna Tunisia), è un'antica sede episcopale della provincia romana dell'Africa Proconsolare, suffraganea dell'arcidiocesi di Cartagine.
Sono due i vescovi documentati di questa diocesi africana. Valerio fu condannato, assieme agli altri vescovi sostenitori del donatista Massimiano, vescovo dissidente di Cartagine, nel concilio donatista di Bagai del 394. Il vescovo cattolico Tuto partecipò alla conferenza di Cartagine del 411, che vide riuniti assieme i vescovi cattolici e donatisti dell'Africa romana; la sede in quell'occasione non aveva vescovi donatisti. Lo stesso Tuto fu presente ad altri due concili cartaginesi, celebrati nel 416 e nel 424.
Dal 1933 Melzi è annoverata tra le sedi vescovili titolari della Chiesa cattolica; la sede è vacante dal 6 maggio 2020.

## Cronotassi dei vescovi
- Valerio † (menzionato nel 394) (vescovo donatista)

- Tuto † (prima del 411 - dopo il 424)

## Cronotassi dei vescovi titolari
- József Cserháti † (15 settembre 1964 - 10 gennaio 1969 nominato vescovo di Pécs)
- Cleto Bellucci † (15 marzo 1969 - 21 giugno 1976 succeduto arcivescovo di Fermo)
- Johannes Kapp † (8 luglio 1976 - 22 settembre 2018 deceduto)
- Guy Desrochers, C.SS.R. (12 dicembre 2018 - 6 maggio 2020 nominato vescovo di Pembroke)